# Branbridges
Branbridges est un village du Kent, en Angleterre, sur la rivière Medway. Il est près de East Peckham et la gare la plus proche est Beltring.
Aujourd'hui, il a pratiquement fusionné avec le village voisin de East Peckham, mais il conserve une zone industrielle appelée Branbridges Estate et il y a un moulin à eau désaffecté où la rivière Bourne coule.